# Körkün Çayı
Der Körkün Çayı ist ein rechter Nebenfluss des Seyhan in den südtürkischen Provinzen Adana und Niğde.
Der Körkün Çayı entsteht am Nordhang des Taurusgebirges im Landkreis Çamardı im Osten der Provinz Niğde. Er fließt anfangs in einem Bogen nach Nordwesten und anschließend nach Südwesten. Er fließt nördlich an der Ortschaft Demirkazık vorbei. Der Fluss wendet sich nach Süden und überquert die Provinzgrenze nach Adana. Er passiert die Ortschaften Aşçıbekirli und Kamışlı. 
Anschließend wendet sich der Fluss nach Südosten und durchschneidet das Taurusgebirge. An der Karakuz-Talsperre wird ein Teil des Flusswassers über einen 11 km langen Tunnel und einer anschließenden Druckleitung zum zugehörigen flussabwärts gelegenen Wasserkraftwerk (Fallhöhe 530 m; 2 vertikal-achsige 38 MW-Pelton-Turbinen) geleitet. Das Kraftwerk wird voraussichtlich in der zweiten Jahreshälfte 2015 seine volle Kapazität erreichen.
Das restliche Wasser durchströmt eine Schlucht im Taurusgebirge.   
Nach Verlassen des Gebirges fließt der Körkün Çayı in südlicher Richtung.
Kurz vor seiner Mündung in das westliche Ende des Seyhan-Stausees trifft der Üçürge Deresi rechtsseitig auf den Körkün Çayı. Der Çakıt Çayı verläuft westlich des Körkün Çayı und mündet ebenfalls in das Westende des Seyhan-Stausees.